# Hüffen
Hüffen ist ein Stadtteil im Süden der ostwestfälischen Stadt Bünde. 
Vom Mittelalter bis zur Franzosenzeit gehörte die Bauerschaft Hüffen zur Vogtei Enger im Amt Sparrenberg der Grafschaft Ravensberg. Von 1807 bis 1813 gehörte Hüffen zum Kanton Bünde, der von 1807 bis 1810 zum Königreich Westphalen und von 1811 bis 1813 zum Kaiserreich Frankreich gehörte. 1815 kam Hüffen zur preußischen Provinz Westfalen und darin 1816 zum Kreis Bünde, der 1832 im Kreis Herford aufging. Im Kreis Herford gehörte die Gemeinde Hüffen zunächst zum Amt Bünde und seit 1902 zum Amt Ennigloh.
Am 1. Januar 1969 wurde Hüffen durch das Herford-Gesetz nach Bünde eingemeindet. Hüffen hat 1927 Einwohner (Stand: 31. März 2022) und ist damit der viertkleinste Stadtteil Bündes. Hüffen gehört zur Evangelisch-Lutherischen Kirchengemeinde Hunnebrock-Hüffen-Werfen. Die Johanneskirche befindet sich in Hüffen. In Hüffen befindet sich außerdem der Firmensitz der Ehrlich Entertainment GmbH & Co.KG.